# 欧漢声
欧漢声（繁体字中国語: 歐漢聲、1979年7月4日-）は、台湾のものまね芸人・歌手・司会者・俳優（コメディアン）。

## 人物
物まね番組『四大天王模仿大賽』で、香港の四大天王の物まねを披露し、人気を博したことがきっかけで1996年にユニット「四大天王」の一員として羅志祥（SHOW/ショウ・ルオ）、陳顕政、陳中威と共にデビュー。1998年陳顕政・陳中威の兵役を機にユニットは解散、羅志祥と共にデュオ「羅密歐（ロミオ）」を結成した。アイドル色の強かった四大天王とは一線を画し、羅密歐ではコミカルな方向性をアピールした。この羅密歐は2000年歐漢聲自身の兵役のため解散した。除隊後は、中華人民共和国に活動の場を移し、2007年には安徽衛視の番組『劇風行動』の司会を、2008年からは湖南衛視の番組『天天向上』のレギュラー司会陣の一人を務めた。2011年に政府当局の娯楽規制令（廣電總局關於加強上星綜合頻道節目管理的意見）の影響でモザイク処理、また出演できない時期もあったが、半月の欠席の後司会に復帰した。2012年3月には娯楽規制令の強化により司会を降板。降板後は台湾に帰国し、JPMと共に『我愛男子漢』の司会を務めている。『我愛男子漢』では2012年4月6日～7日には元コンビの羅志祥がゲスト出演し、共演も果たしている。
中国語、台湾語、英語及び若干の日本語が話せる。

### 物まねのレパートリー
ジャッキー・チュン（張學友）、アーロン・クォック（郭富城）、アンディ・ラウ（劉德華）、張宇、ピ(rain)、アレックス・トゥ（杜德偉）、マイケル・ジャクソン、呉宗憲、陳為民、陳昭榮、康康、黃立行、黃立成、羅志祥、豬哥亮、NONO、凌峰、周杰倫、伍佰、李炳輝、楊宗緯、ジャッキー・チェン（成龍）、小S、周華健、李宗盛、阿杜、費玉清、汪涵、林志玲、李欣汝、王凱、チランジーヴィ、陽帆、張菲、木村拓哉、胡瓜など。

## テレビ番組
台湾電視
- 『少年兵團』
- 『寶島大卡拉』

中華電視
- 『週六大勝利』

民視
- 『綜藝大贏家』

東風衛視
- 『超人氣大挑戰』
- 『鐵馬青春行』
- 『綜藝二人傳』

MOMO親子台
- 『青春無敵掌門人』

緯來綜合台
- 『電玩快打』、
- 『娛樂大網ㄎㄚ』

湖南衛視
- 『天天向上』

安徽衛視
- 『劇風行動』

超級電視台
- 『我愛男子漢』

中国電視
- 『超級模王大道』
- 『達人總動員』

## ディスコグラフィー

### 四大天王
- 『CHA CHA 舞池』
- 『嘿耶噢啊！嘉年華』
- 『我喜歡』
- 『甜蜜蜜』
- 『我就是要叫你寶貝』

### 羅密歐
- 『貓叫春』
- 『動起来』

### ソロ
- 『HEY！JUMP 把世界當掉』 - シングル。